# Whaller
Whaller est une entreprise française (SAS) éditrice de logiciels qui édite en SaaS ou On Premise des plateformes de réseau social d'entreprise et d'outils de collaboration en ligne.

## Histoire
Fondée en 2013, au sein du groupe Bolloré, par Thomas Fauré, la société Whaller édite une plateforme sociale et collaborative du même nom : « Whaller ».
Whaller est initialement un projet de réseau social sécurisé, destiné d'abord aux particuliers puis aux organisations.
En juin 2018, le groupe Bolloré sort du capital.
En mai 2021, Whaller lève 2 M€,, auprès du fonds d'investissement CITA investissement.

## Positionnement vis-à-vis des GAFAM
Whaller se positionne comme une alternative européenne aux GAFAM, en particulier vis-à-vis de Facebook,, et Microsoft.
En 2021, Whaller forme avec 7 autres entreprises françaises, éditrices de logiciels collaboratifs, le collectif Fabulous 8 « pour affirmer qu'il est possible, notamment pour les administrations, de créer un "cloud de confiance tout en se passant d'acteurs américains" ».
En octobre 2021, Whaller s'allie avec OVHcloud pour « proposer une solution 100% souveraine ».

## Applications similaires
- Microsoft Teams
- Jamespot
- Talkspirit
- Wimi
- Jalios